# Kaneka
Корпорація Канеко (株式会社カネカ (яп. Kabushiki-gaisha Kaneka), англ. Kaneka Corporation)  - японська міжнародна хімічна компанія з Осака. Компанія була заснована в 1949 році і виробляє хімічні продукти, такі як функціональна смола, пенна смола і синтетичні волокон. 
Також компанія займалася продажем медичного обладнання. В останні роки компанія виробляла сировину для виробництва коензиму Q10 і пристроїв для аферезу, коли кров донора або пацієнта пропускають через апарат, який виділяє один конкретний компонент і повертає залишок у кровообіг.

## Історія
У 1949 році компанія була заснована шляхом відокремлення від Kanegafuchi Spinning Company, Ltd. з капіталом 200 мільйонів ієн. Компанія розпочала свою діяльність з розробки та виробництва вінілхлориду під назвою "Kanevinyl". У 1950 році було завершено будівництво заводу "Каневініл" в Осаці, а на заводі в Сакамото розпочалося масове виробництво ПВХ-покриття для дроту. Роком пізніше компанія розробила вінілхлоридну смолу типу "Kanebirakku" і почала її виробництво на заводі в Осаці. У 1953 році, на додаток до виробництва маргарину в Такасагокогіошо, компанія розпочала виробництво м'якого вінілхлориду "Kanevinyl". У 1957 році компанія розпочала виробництво  акрилового синтетичного волокна під назвою «Канекалон».
У 1961 році компанія розробила та вивела на ринок "Belco" для Fats and Oils, Ltd. і розпочала виробництво в Такасаго, Хьоґо. У 1965 році компанія розробила еластичну стирол-акрилонітрильну смолу під назвою "Kanepearl". У 1966 році на заводі в Осаці був розроблений акрилонітрил-бутадієн-стирол (АБС-смола). У 1967 році компанія розробила пасту з вінілхлоридної смоли під назвою "Kanevinyl paste", яку почали виробляти на заводі в Осаці. У 1968 році компанія відкрила офіси в Європі та Нью-Йорку. Виробництво екструдованого пінополістиролу під назвою "Kanelite Foam" розпочалося в Канеці, Бельгія.
У 1971 році Kaneka Americas заснувала завод "Kanepearl". У 1972 році на заводі в Осаці розпочалася розробка та комерціалізація виробництва вогнестійкої смоли АБС "Enpurekkusu". У 1979 році була заснована компанія Kaneka Singapore. Виробництво модифікованого силіконового полімеру під назвою "Kaneka MS polymer" розпочалося в місті Канеперл, нині Kaneka Ken.
У 1980 році компанія випустила на ринок реакційний проміжний HPG. У 1983 році компанія розробила та вивела на ринок AMMPA Kaneka, проміжну речовину для антигіпертензивного препарату, а також акриловий силіконовий полімер Kaneka Gemlac. У 1985 році компанія розробила та вивела на ринок пінополіпропілен за допомогою кулькового методу . У 1986 році компанія розробила та вивела на ринок систему плазмаферезу . У 1989 році компанія розробила модифіковану ПЕТ смолу під назвою «Канека Гіперит».
У 1991 році компанія розробила та вивела на ринок «Selesorb», селективну адсорбційну колонку для системного червоного вовчака. У 1993 році компанія заснувала Nantong Sunrise Worsted Spinning Co, Ltd. як спільне підприємство з Kyusyu Kanekalon Co, Ltd. Kanematsu Corporation та Toyobo Co., Ltd. У 1997 році компанія заснувала Kaneka High-Tech Materials, Inc. як наступника апікальних операцій Allied-Apical Company, Inc.
У 2000 році компанія отримала сертифікат ISO 14001 для своїх чотирьох заводів, розташованих у Японії. У тому ж році було завершено будівництво нового заводу Eperan у штаті Мічиган для Kaneka Texas Corporation. Компанія також отримала сертифікат ISO 9001 для всіх пов’язаних підрозділів компанії, які займаються виробництвом піни Kanelite. У тому ж році компанія розробила перший у світі піноутворювач Kanelite Foam, що не містить фторвуглеців і галогенів, ізоляційну панель типу 3. У 2003 році компанія розробила імідну плівку, здатну формувати тривимірний оптичний хвилевід за допомогою лазера. У 2005 році компанія розробила перший в галузі сополімер вінілхлориду з прищепленим акрилом під назвою "PRICTMER". Через рік, у 2006 році, компанія випустила перший у світі телехелічний полімер . У тому ж році вони розробили нову смолу для лиття під тиском із застосуванням запатентованої нанокомпозитної технології та розробили основні суміші для підвищення в’язкості для епоксидної смоли . У 2008 році компанія розробила нову смолу з високою механічною міцністю та світлостійкістю під назвою "ILLUMIKA", а також розробила найдосконаліший у світі високотеплопровідний графітовий лист під назвою Graphinity.

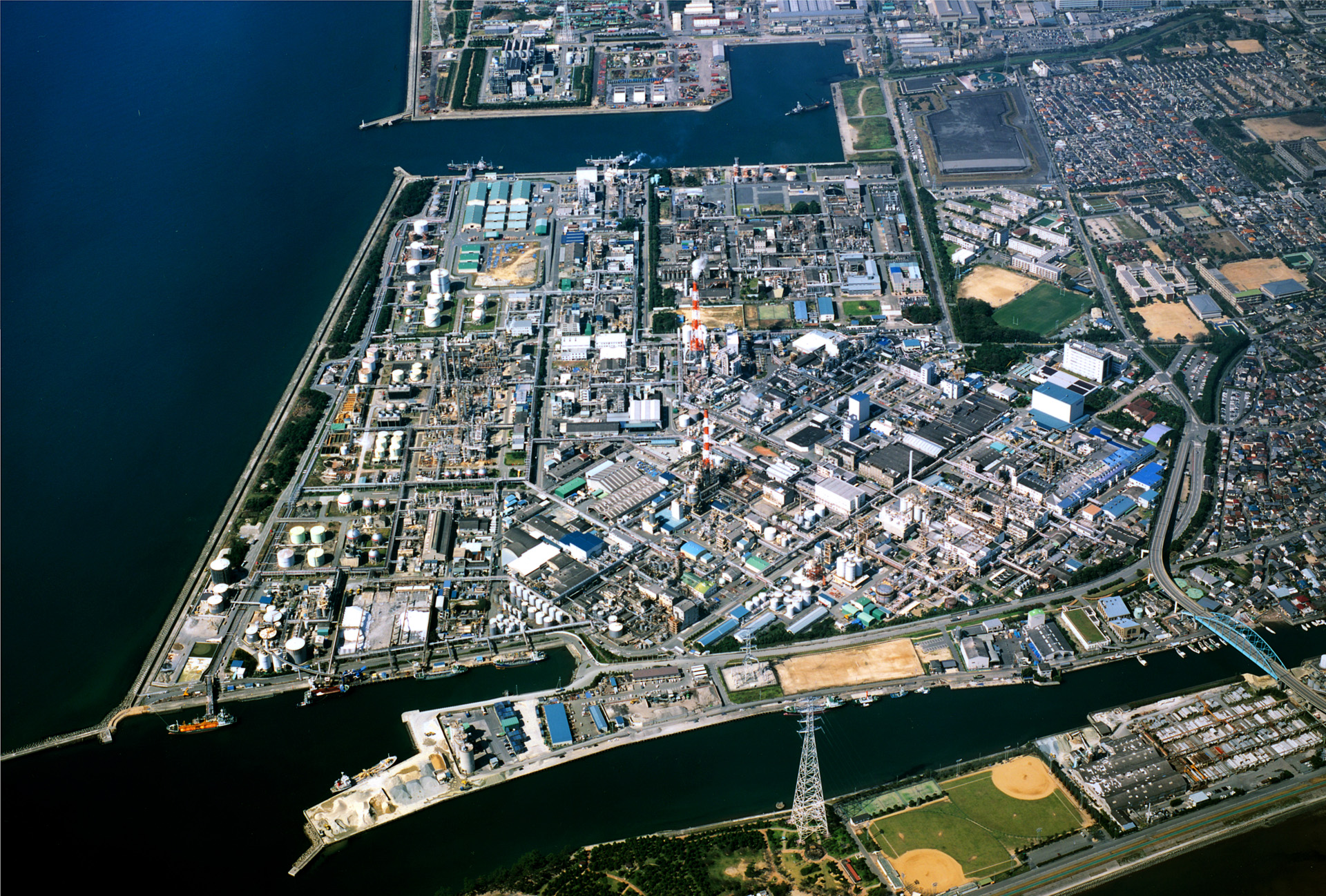
Вид з повітря на завод Такасаго в Канаці

У 2010 році компанія разом із ChemTech розробила нові теплопровідні пластики з електроізоляційними властивостями, а також перший клей подвійного затвердіння під дією УФ/вологості. У тому ж році компанія утворила капітальний альянс з бельгійською біотехнологічною компанією Eurogentec .У 2011 році компанія розробила перший повністю біологічний полімер з м'якими та термостійкими властивостями, а також нову термореактивну імідну смолу для армованого вуглецевим волокном композитного матеріалу з високою термостійкістю. У 2012 році компанія заснувала Kaneka Asia Co., Ltd., азійський регіональний центр, розташований у Шанхаї, Китай, а також Kaneka Americas Holding, Inc., американський регіональний центр, розташований у Техасі, США. У 2013 році компанія заснувала Kaneka South America Representative Ltd. та Kaneka Foods Indonesia. Того ж року компанія заснувала Центр досліджень матеріалів Kaneka US у партнерстві з Техаським університетом A&M. 

## Продукція

### Підтримка біофармацевтичних досліджень і розробок
6 березня 2015 року Управління з контролю за якістю харчових продуктів і медикаментів США дозволило використання колонки для аферезу бета-2-мікроглобуліну Lixelle, першого пристрою для лікування гемодіаліз-асоційованого амілоїдозу (ГАА), розробленого та виготовленого компанією Kaneka Corporation.  Система Lixelle Column використовується для того, щоб допомогти пацієнту усунути агенти, які викликають запалення . Система використовується для лікування ВІЛ, артриту, контролю рівня холестерину та виразкового коліту . 

## Зовнішні посилання
- Офіційний сайт (англ.)
- Kaneka Americas official website
- Kaneka Green Planet official website
- Kaneka Belgium official website
- Kaneka Pharma Europe official website
- Kaneka HQ official website
- Kaneka Malaysia official website